# Túnel de Illhøllia
El túnel de Illhøllia ( en noruego: Illhøllia tunnel, a veces escrito Ildhøllia ) es un túnel  de 1,262 m de largo en la ruta europea E06 en el valle de Dunderland en el municipio de Rana en el condado de Nordland, Noruega. El túnel fue inaugurado en 2002. El túnel está ubicado en un área con montañas muy empinadas a lo largo del río Ranelva. Antes de la apertura del túnel, la ruta europea E06 tenía que repararse continuamente porque la carretera estaba a punto de colapsar en el río debido a la erosión de los pequeños arroyos que bajaban de las montañas y discurrían por debajo de la carretera.

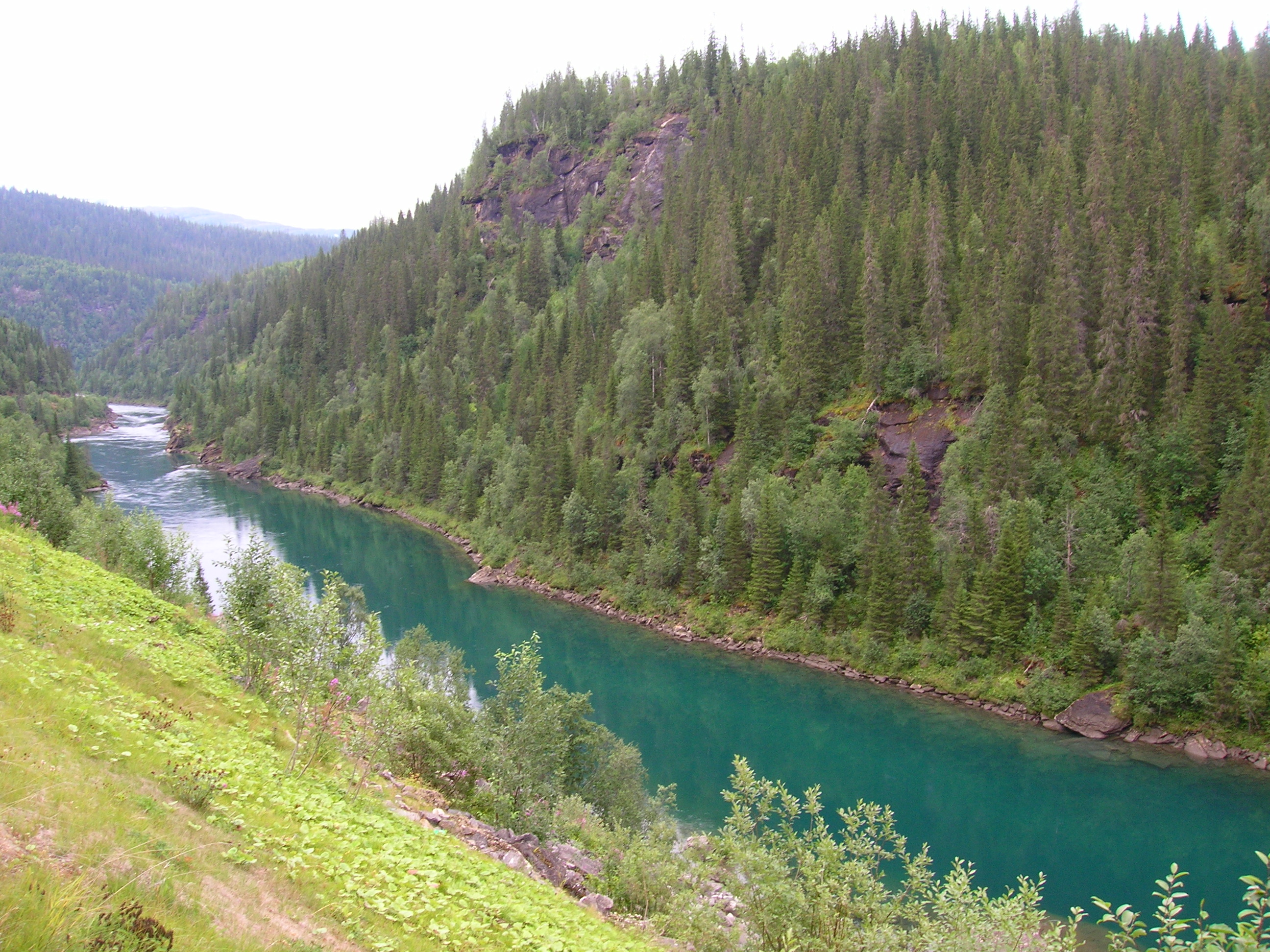
Valle del río Ranelva, visto desde la entrada sur.
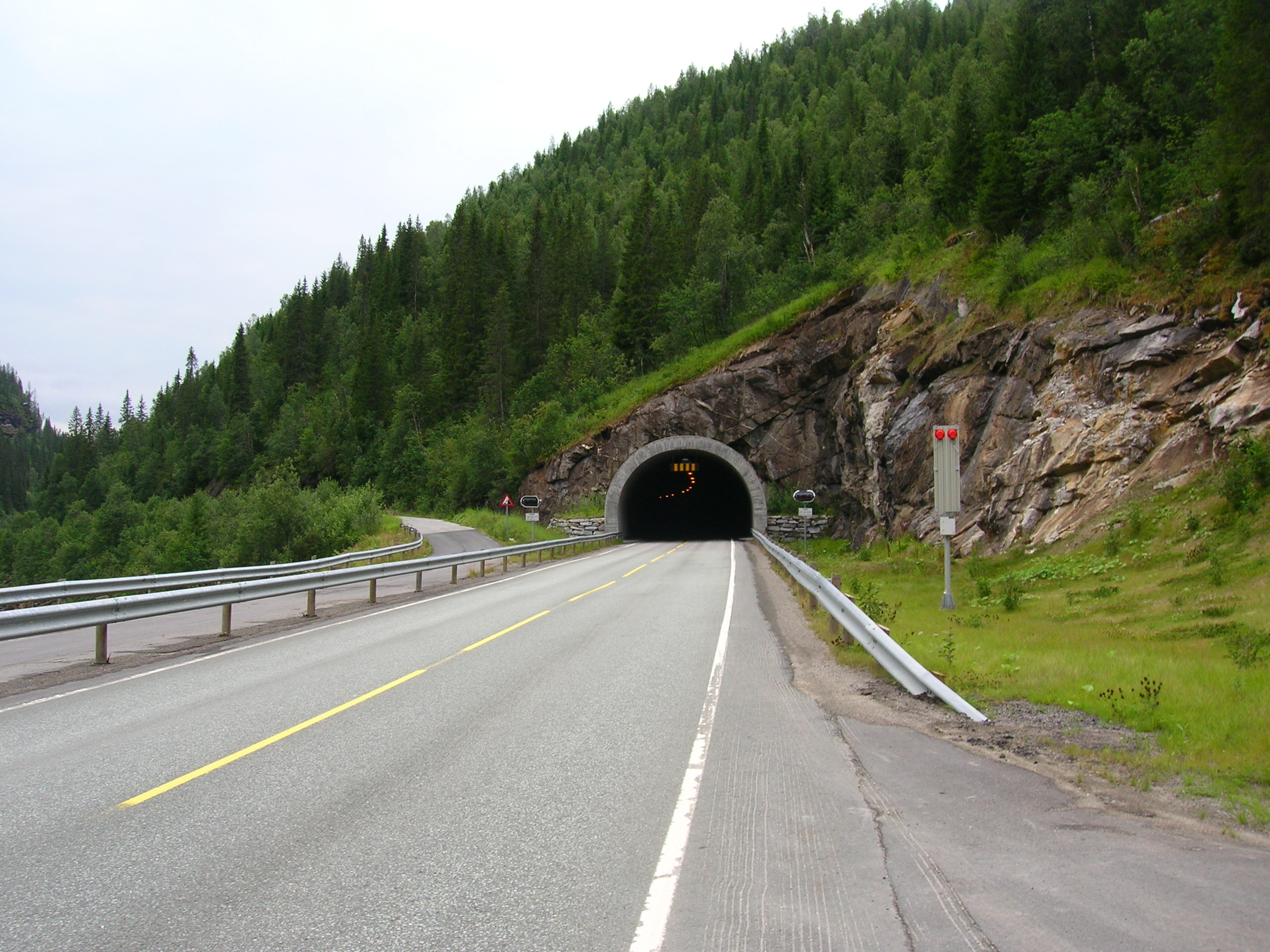
Entrada norte
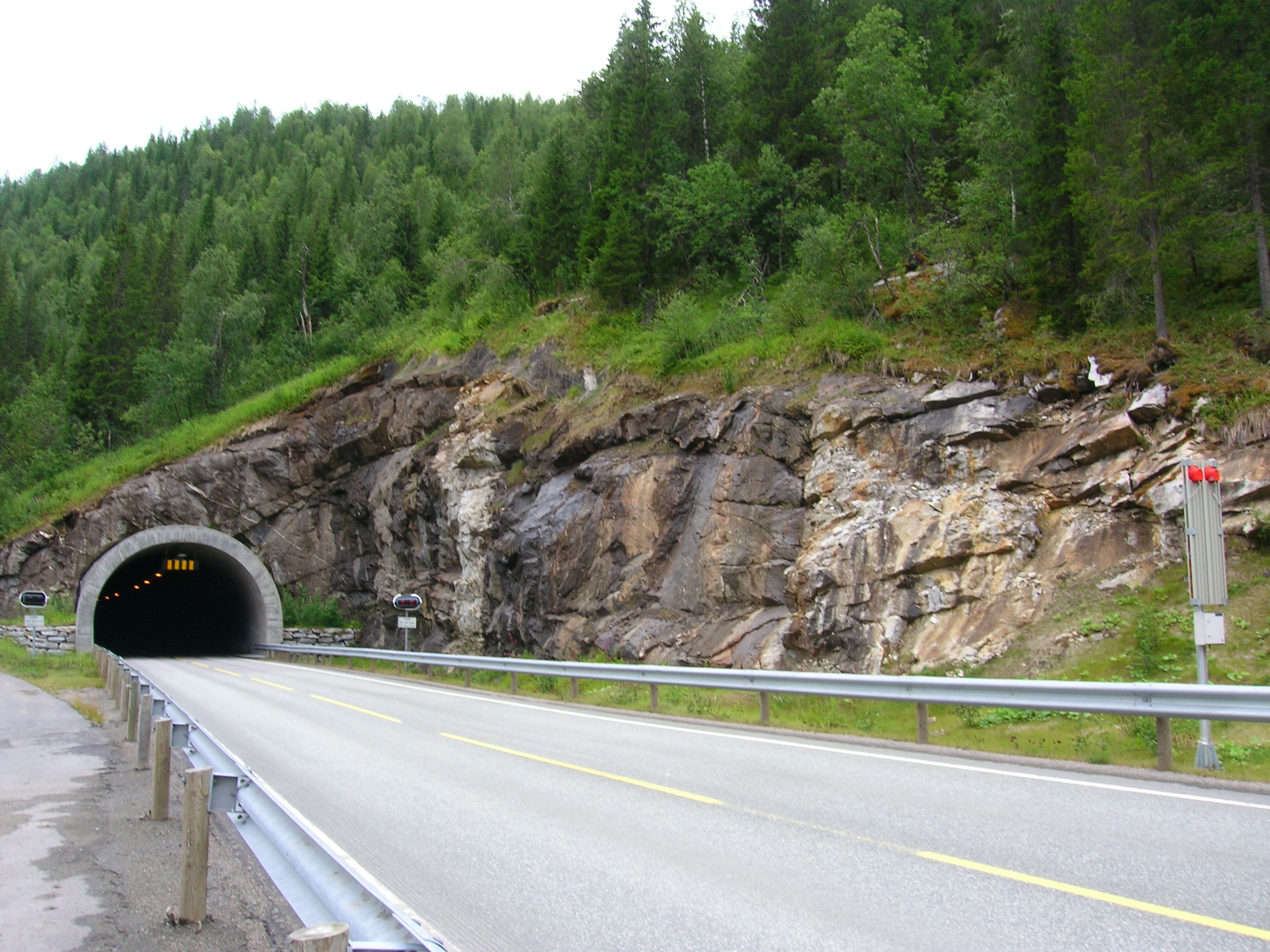
Entrada norte